# Kalonda (Szlovákia)
Kalonda (szlovákul: Kalonda) község Szlovákiában, a Besztercebányai kerületben, a Losonci járásban. A Novohrad-Nógrád UNESCO Globális Geopark települése. 

## Fekvése
Losonctól 8 km-re délre, a magyar határ mellett fekszik.

## Története
1238-ban "Kalanda" alakban említik először. 1368-ban "Feulkalanda", 1496-ban "Eghazas Kalonda" néven szerepel az írott forrásokban. 1554-ig a Kalondai és a Széchenyi család birtoka volt. A 14.-16. században két falura vált szét, melyek a török hódítás után egyesültek. 1828-ban 46 házában 481 lakos élt, akik főként mezőgazdasággal foglalkoztak.
Fényes Elek geográfiai szótárában "Kalanda, Nógrád m. magyar f., 440 kath., 16 evang. lak. Határja hegyes, és róna; erdeje van; a falun kivül levő kath. fil. templom egy felette régi épület. F. u. nagyobb részint a Battik család."  Archiválva 2007. szeptember 27-i dátummal a Wayback Machine-ben
A trianoni békeszerződésig területe Nógrád vármegye Losonci járásához tartozott. 1938 és 1945 között újra Magyarország része volt.
Egy ideig Rapphoz tartozott. Közúti és vasúti határátkelőhely Magyarország (Ipolytarnóc) felé.

## Népessége
| Év:            | 1994. | 2004.    | 2014.   | 2024.   |
| -------------- | ----- | -------- | ------- | ------- |
| Emberek száma: | 203   | 233      | 214     | 195     |
| Eltérés:       |       | +14,77 % | -8,15 % | -8,87 % |

| Év:            | 2023. | 2024.   |
| -------------- | ----- | ------- |
| Emberek száma: | 196   | 195     |
| Eltérés:       |       | -0,51 % |

1910-ben 330, túlnyomórészt magyar anyanyelvű lakosa volt.
2001-ben 239 lakosából 152 magyar és 74 szlovák volt.
2011-ben 216 lakosából 116 magyar és 78 szlovák volt.
2021-ben 198 lakosából 105 (+2) magyar, 88 (+6) szlovák, 2 egyéb és 3 ismeretlen nemzetiségű volt.

## Neves személyek
- Itt született 1846-ban Vidor Pál színész, színigazgató, énekes (bariton), színműíró, rendező.
- Miloslav Mihály pilóta, a losonci sportrepülőtér parancsnoka

## Nevezetességei

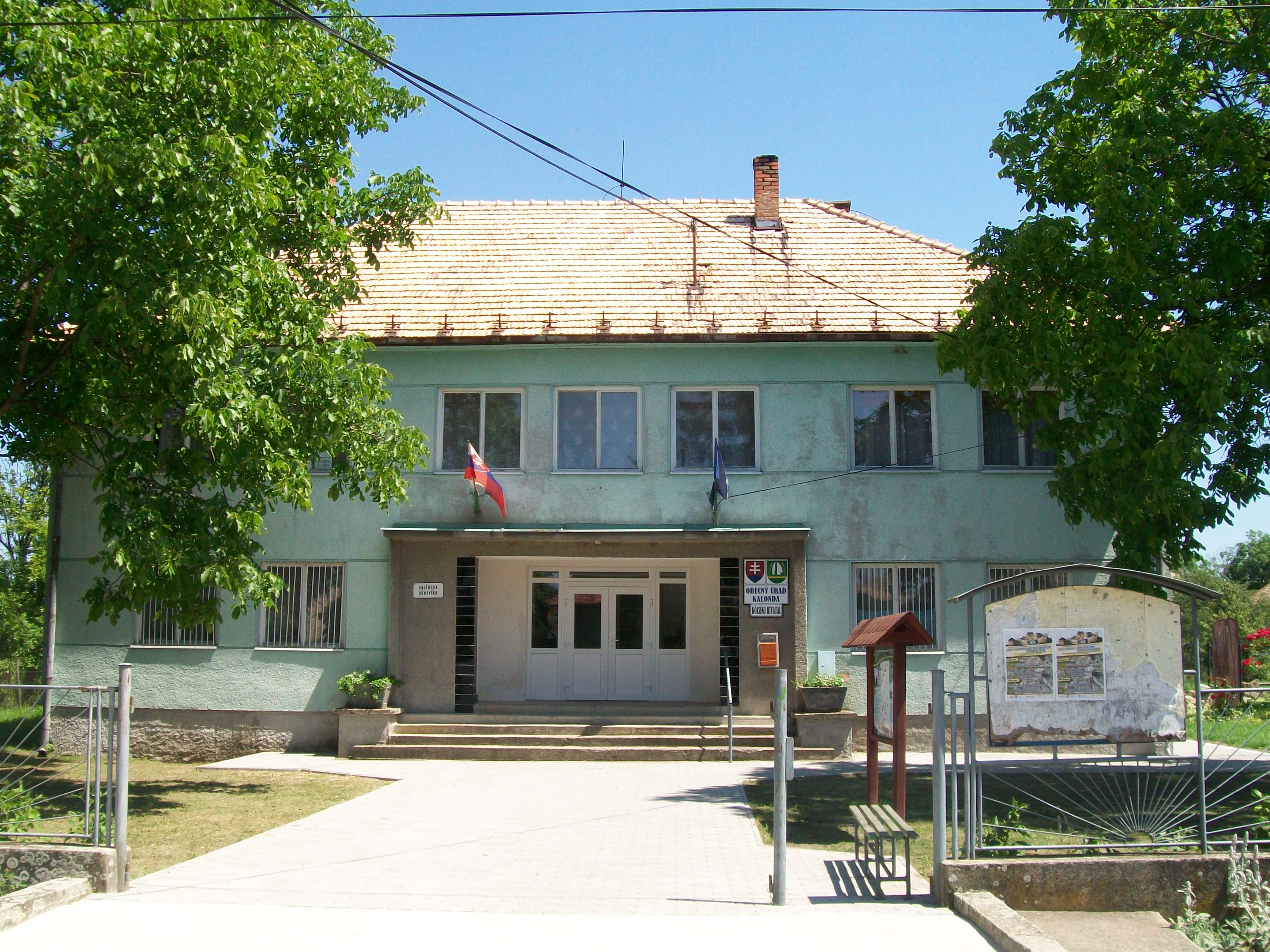
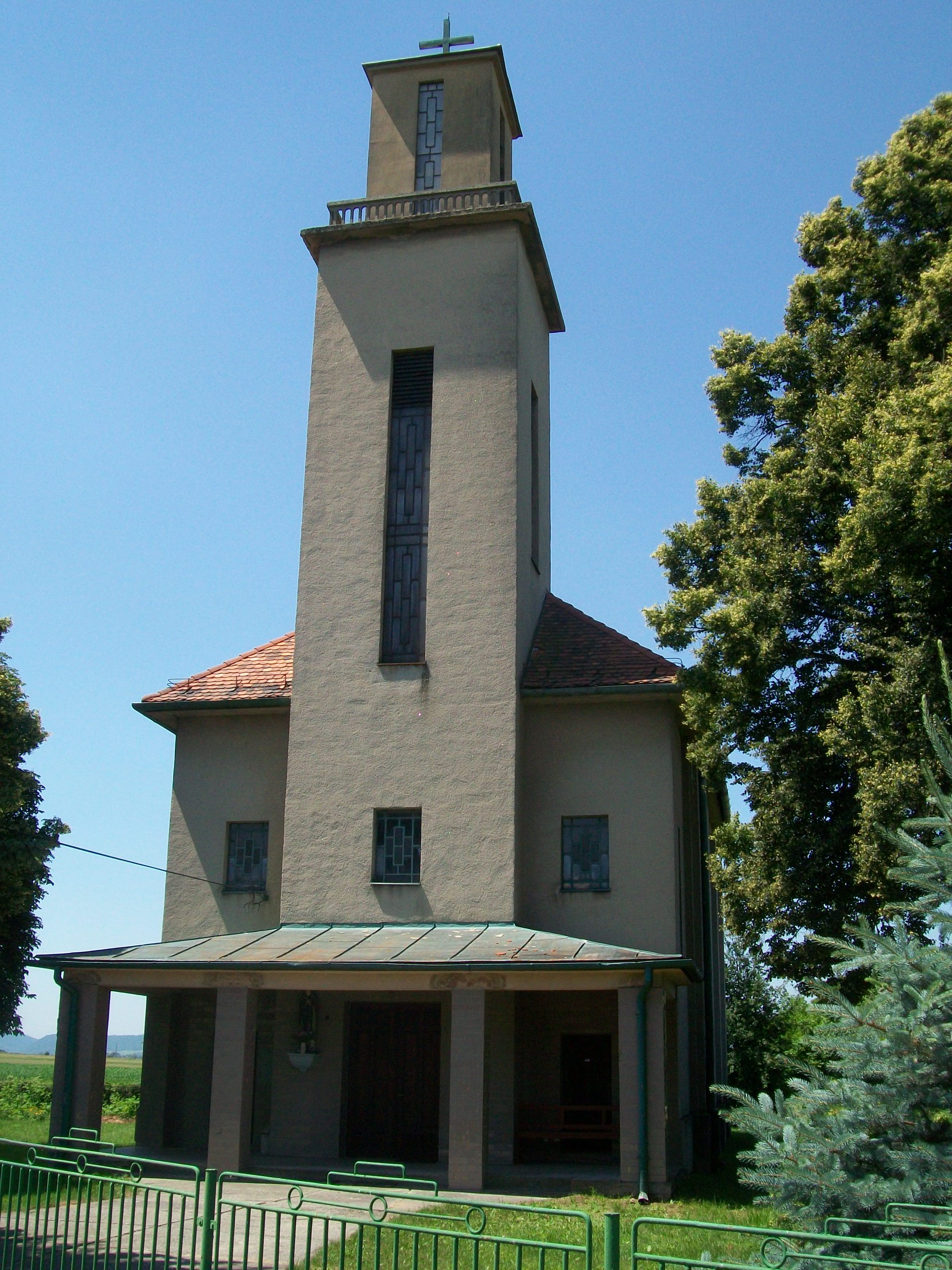
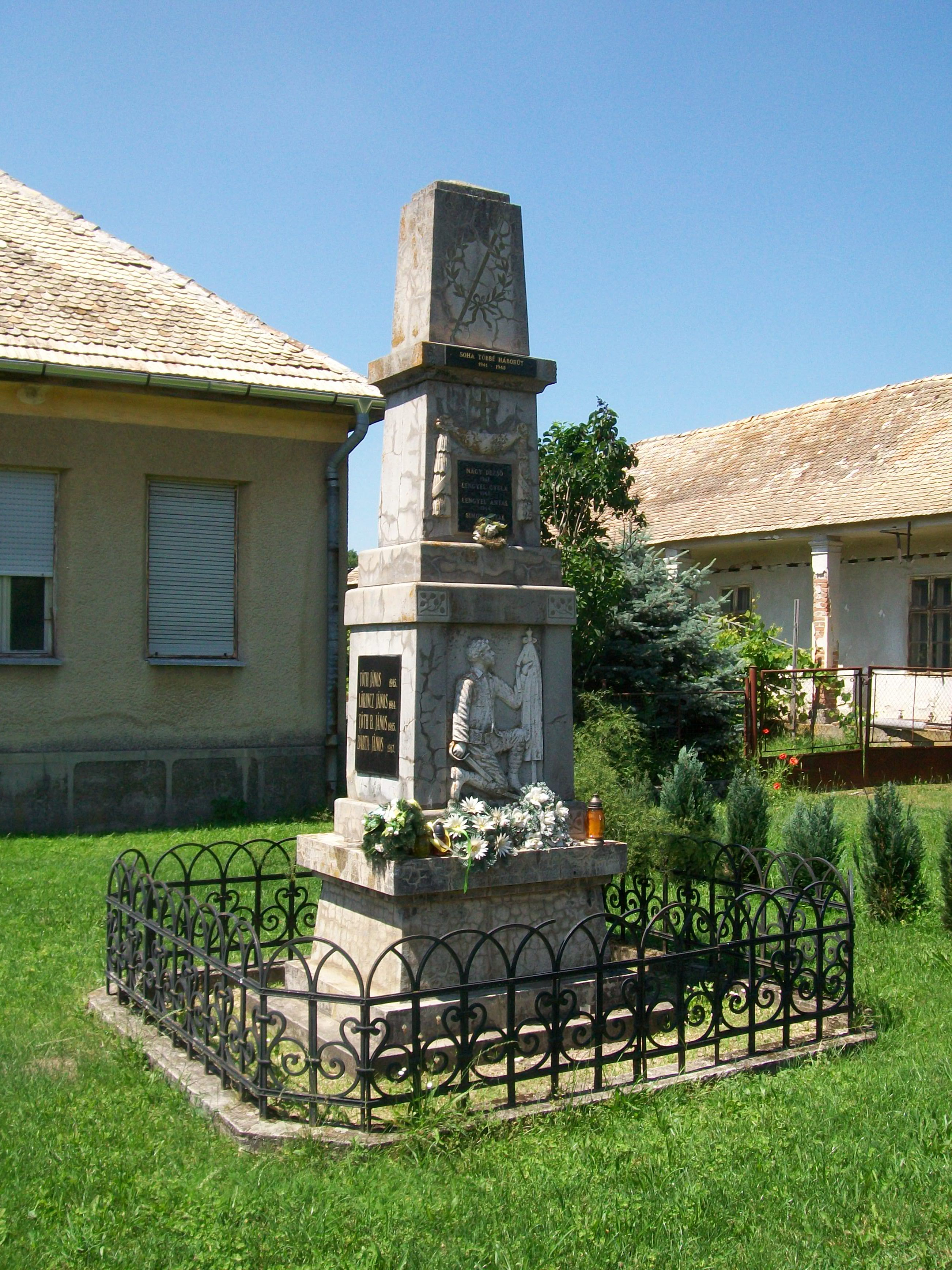
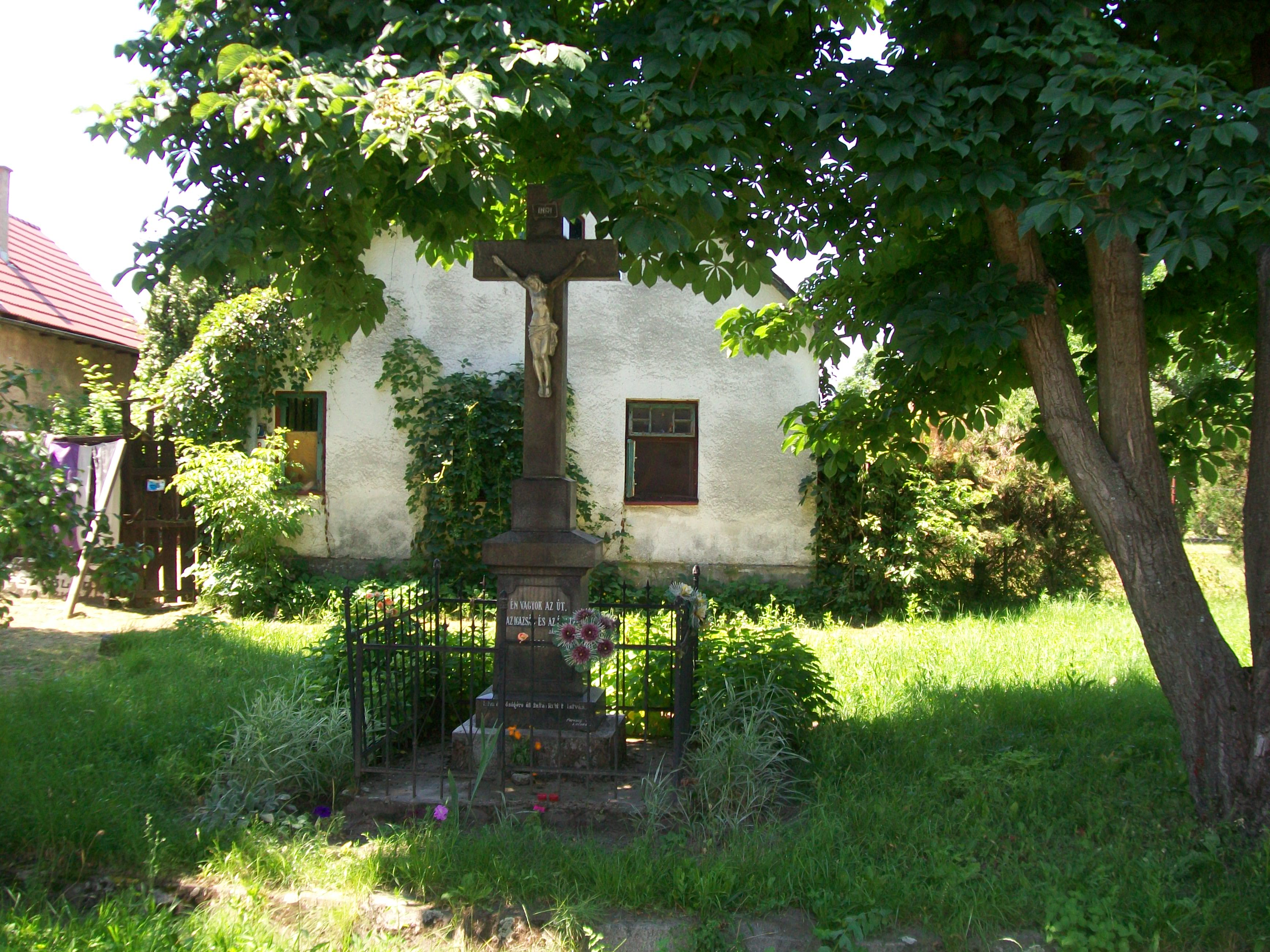

- Szent Imre herceg tiszteletére szentelt római katolikus temploma 1854-ben épült a régi templom helyén. Tornyát 1895-ben építették.
- A faluházban a község egykori életéről, történetéről látható kiállítás.
- A vasútállomás épületében az Aszód–Balassagyarmat– Kalonda–Losonc vasútvonal történetéről szóló kiállítás tekinthető meg.
- A faluban még láthatók a 18. században épített régi parasztházak.
- Az 1854-ben épített templom alapjai.
- A templomban látható Kalonday György vörösmárványból készült sírköve 1554-ből.
- A templomkertben a kitelepítettek és meghurcoltak emlékműve áll.
- A község fölött emelkedő Kotyor nevű hegytetőn kilátó áll.
- Szabadtéri színpad a tájház udvarán.

## Külső hivatkozások
- Községinfó
- Kalonda Szlovákia térképén
- Természetjáró oldal
- E-obce.sk Archiválva 2008. február 7-i dátummal a Wayback Machine-ben
- A Novohrad-Nógrád UNESCO Globális Geopark települései